# Protestantse kerk (Aruba)
De Protestantse kerk is een kerk van de Nederlandse Hervormde en Lutheraans gemeenschap in Aruba. Ze is niet aangesloten bij een internationale organisatie. De oude kerk was in 1846 geopend, en is de oudste bestaande kerk op Aruba. In 1950 werd er een nieuwe kerk naast gebouwd.

## Geschiedenis
De meerderheid van de bevolking van Aruba was Rooms-katholiek en er was geen kerk voor de protestantse gemeenschap. Er was een afspraak dat de katholieke priesters de doop en andere sacramenten konden verzorgen, en de Lutherse of Nederlands Hervormde Kerk in Curaçao op de hoogte stelden. De protestantse gemeenschap deed een verzoek aan de Staten-Generaal van de Nederlanden of er kerk kon worden geopend in Aruba.
In 1822 werd Karel van Eekhout naar Aruba gestuurd om te dienen als dominee en schoolmeester. J.H.G. Eman werd aangesteld als vertegenwoordiger van de Lutherse kerk, en C. Specht voor de Nederlandse Hervormde Kerk. In hetzelfde jaar werd gezamenlijk de woning van de Arends familie gekocht, en op 25 augustus vond de eerste dienst plaats. De diensten werden verricht in het Papiaments. Van Eekhout had geen formele opleiding genoten, en mocht geen sacramenten verzorgen. In 1830 nam hij ontslag, en pas in 1839 werd een geschoolde dominee geïnstalleerd.
Het gebouw was te klein en in een slechte conditie. In 1845 werd het gesloopt, en vervangen door een echte kerk die op 15 februari 1846 werd ingewijd. De gemeenschap telde ongeveer 400 leden. In 1867 werd de kerk voorzien van een toren.
In 1950 werd een nieuwe kerk naast de oude kerk gebouwd waar vroeger het huis van de dokter had gestaan. De nieuwe kerk werd ingewijd op 28 mei 1950. en was ontworpen door C.M. Bakker. In 2011 telde de gemeenschap 480 leden, en werd de dienst nog steeds verzorgd in het Papiaments.
In 1988 werd de oude kerk gerestaureerd, en is in gebruik voor tentoonstellingen en als concertzaal. De oude kerk bevat ook het A. van den Doel Bijbelmuseum.

## A. van den Doel Bijbelmuseum
Het A. van den Doel Bijbelmuseum bevindt zich in de oude protestantse kerk. De collectie bestaat uit oude bijbels, kunstwerken, en andere religieuze objecten. Het is vernoemd naar Anthonie van den Doel, de dominee van de kerk van 1983 tot 2001.

## Galerij

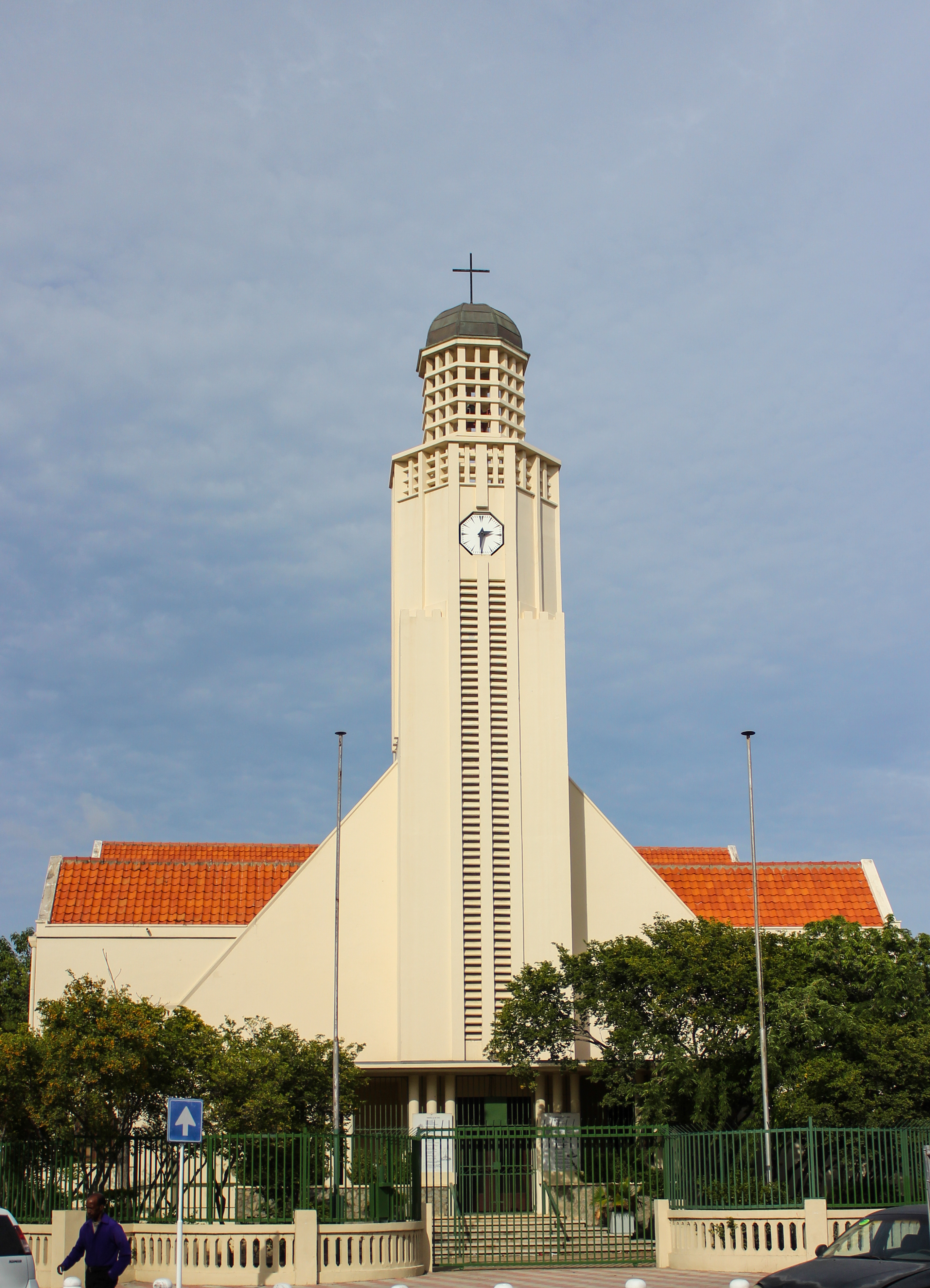
Nieuwe Protestantse kerk
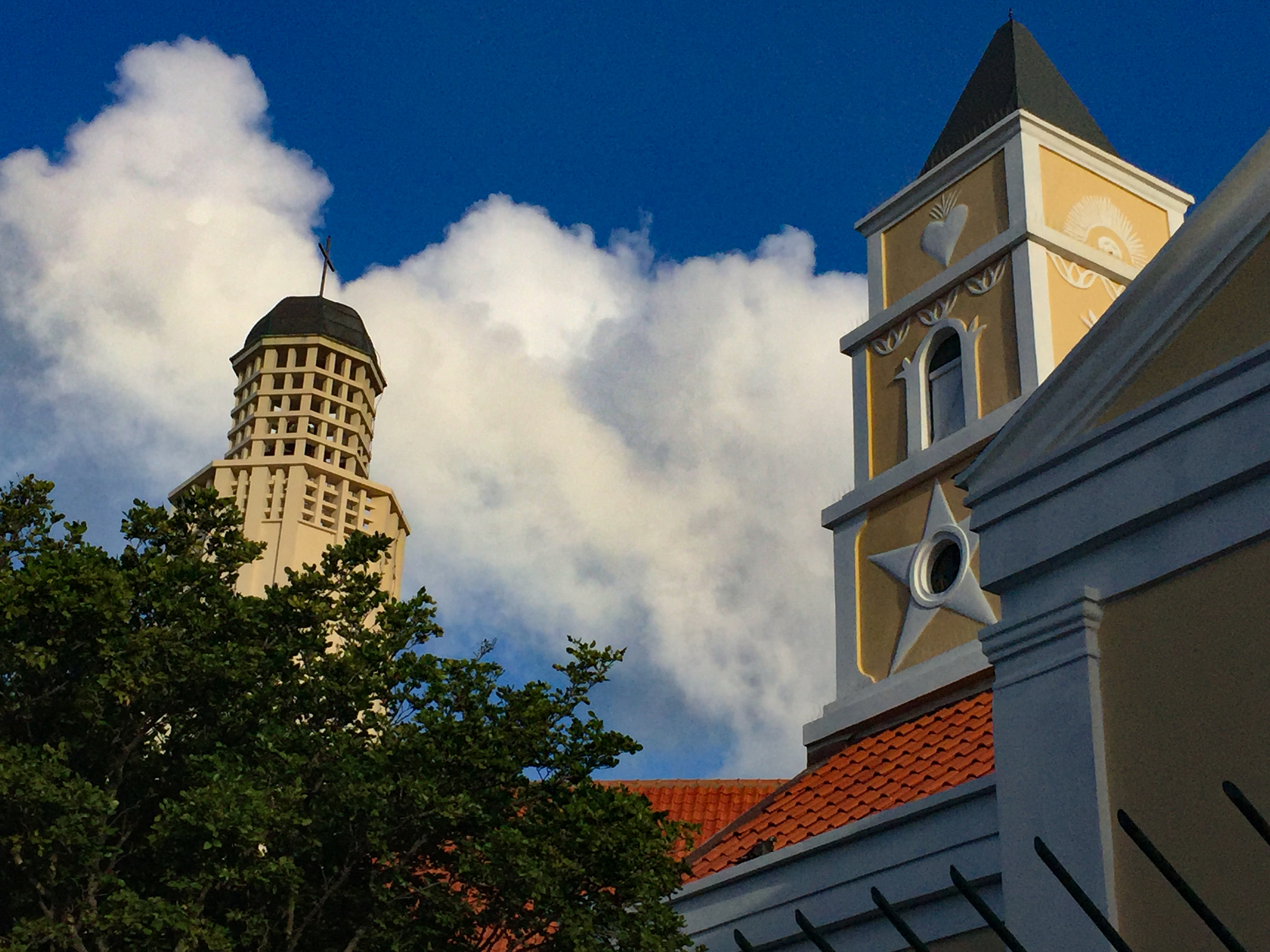
Oud en nieuw
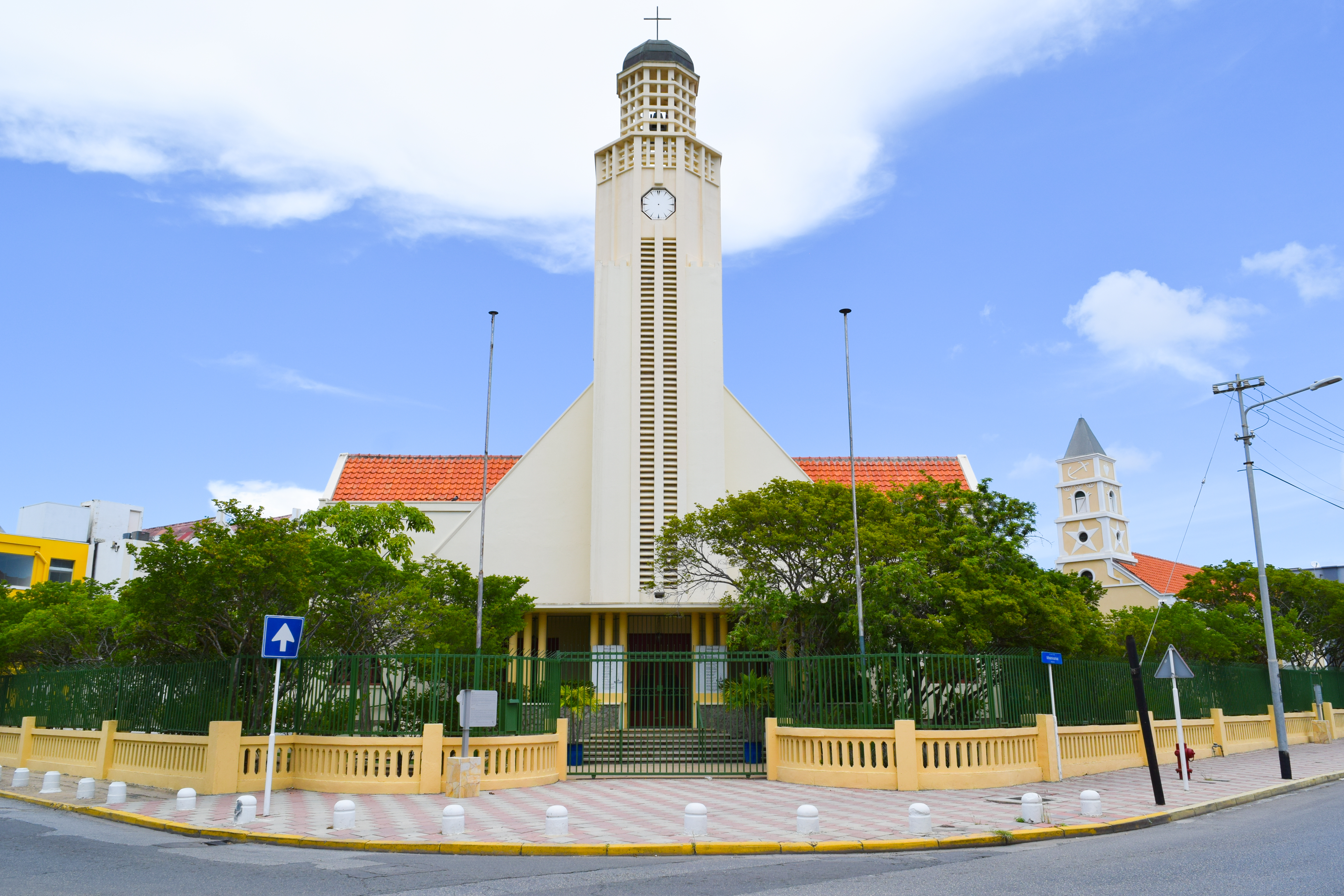

Alto Vista Kapel · Beth Israël Synagoge · Sint-Annakerk · Sint-Filomenakerk · Sint-Franciscuskerk · Protestantse kerk · Protestantse kerk Piedra Plat